# Scott Terra
Scott Weston Terra (Connecticut, 25 juni 1987) is een Amerikaans acteur.

## Biografie
Terra heeft van oorsprong Italiaans, Frans, Portugees en Brits bloed. 
Terra begon in 1997 als jeugdacteur in de televisieserie Spin City. Hierna heeft hij nog meerdere rollen gespeeld in films en televisieseries zoals Shadrach (1998), 7th Heaven (2000-2001), Eight Legged Freaks (2002) en Daredevil (2003). 
Terra speelt in zijn vrije tijd honkbal, voetbal en golf, hij is een grote fan  van de ijshockeyteam Los Angeles Kings.

## Prijzen
- 2004 Young Artist Awards in de categorie Beste Optreden door een Jonge Acteur in een Film met de televisiefilm Dickie Roberts: Former Child Star – gewonnen.
- 2002 Young Artist Awards in de categorie Beste Optreden door een Jonge Acteur in een Film met de televisiefilm Motorcrossed – genomineerd.
- 2000 Young Artist Awards in de categorie Best Optreden door een Jonge Acteur in een Serie met de televisieserie Charmed – genomineerd.

## Filmografie

### Films
Selectie:
- 2003 Dickie Roberts: Former Child Star – als Sam Finney
- 2003 Daredevil – als jonge Matt
- 2002 Eight Legged Freaks – als Mike Parker
- 1998 Shadrach – als Paul

### Televisieseries
Uitgezonderd eenmalige gastrollen.
- 2000 – 2001 7th Heaven – als Bert Miller – 3 afl.

- Biblioteca Nacional de España: XX1517641
- Bibliothèque nationale de France: cb145238405 (data)
- Gemeinsame Normdatei: 106155709X
- International Standard Name Identifier: 0000 0001 1461 7640
- Library of Congress Control Number: no2004077158
- MusicBrainz: d941163e-bbbb-4662-84b7-b6053a5bb597
- Virtual International Authority File: 46149066343265600141